# Caledonia (New York)
Caledonia è un comune degli Stati Uniti d'America, situato nello Stato di New York, nella contea di Livingston.